# Viaredssjön
Der Viaredssjön (deutsch Viaredssee) befindet sich bei Viared, außerhalb von Borås in der schwedischen Provinz Västergötland. Der See erstreckt sich von Sjömarken nach Hultafors auf einer Länge von rund 7 km. An seinen Ufern liegen drei Ortschaften: Sandared, Sjömarken und Hultafors.
Folgende Fischarten kommen im Viaredssee vor: Barsch, Brachse, Hecht, Zander, Rotauge, Maränen (selten), Schleie und Aal.